# 나타샤 피르츠 무사르
나타샤 피르츠 무사르(슬로베니아어: Nataša Pirc Musar, 1968년 5월 8일~)는 슬로베니아의 정치인으로 슬로베니아의 제5대 대통령이다. 2022년부터 대통령으로 재임 중이다.